# Athletic Club 2006-2007 (femminile)
Questa voce raccoglie le informazioni riguardanti l'Athletic Club nelle competizioni ufficiali della stagione 2006-2007.

## Stagione
Nella stagione 2006-2007 l'Athletic Club ha disputato la Superliga Femenina, massima serie del campionato spagnolo femminile di calcio, concludendo al primo posto con 64 punti conquistati in 26 giornate, frutto di 20 vittorie, 4 pareggi e 2 sconfitte, distanziando di un solo punto l'Espanyol, e diventando campione di Spagna per la quarta volta nella sua storia. Grazie a questo successo ha anche guadagnato l'accesso alla UEFA Women's Cup 2007-2008. Nella Copa de la Reina è subito stato eliminato ai quarti di finale dal Levante.

## Rosa
Rosa e numeri come da sito ufficiale.
| N. |                   | Ruolo | Calciatrice       |
| -- | ----------------- | ----- | ----------------- |
| 1  | Spagna (bandiera) | P     | Ainhoa Tirapu     |
| 2  | Spagna (bandiera) | D     | Nerea Uriagereka  |
| 3  | Spagna (bandiera) | D     | Vanessa Rodríguez |
| 4  | Spagna (bandiera) | D     | Leire Zabala      |
| 5  | Spagna (bandiera) | D     | Marta Moreno      |
| 6  | Spagna (bandiera) | C     | Itziar Gurrutxaga |
| 7  | Spagna (bandiera) | C     | Gurutze Fernández |
| 8  | Spagna (bandiera) | D     | Tzibi             |
| 9  | Spagna (bandiera) | A     | Irune Murua       |
| 10 | Spagna (bandiera) | A     | Jessica Gómez     |
| 11 | Spagna (bandiera) | C     | Arrate Orueta     |
| 12 | Spagna (bandiera) | A     | Janire Beitia     |
| 14 | Spagna (bandiera) | C     | Ane Zarate        |

| N. |                   | Ruolo | Calciatrice       |
| -- | ----------------- | ----- | ----------------- |
| 15 | Spagna (bandiera) | C     | Maider Real       |
| 15 | Spagna (bandiera) | C     | Iraia Iturregi    |
| 16 | Spagna (bandiera) | C     | Amaia Olabarrieta |
| 17 | Spagna (bandiera) | C     | Elisabeth Ibarra  |
| 18 | Spagna (bandiera) | D     | Zuriñe Gil García |
| 19 | Spagna (bandiera) | A     | Erika Vázquez     |
| 20 | Spagna (bandiera) | A     | Eba Ferreira      |
| 21 | Spagna (bandiera) | C     | Lorena Sánchez    |
| 22 | Spagna (bandiera) | P     | María Luke        |
| 23 | Spagna (bandiera) | C     | Maitane Basualdo  |
| 25 | Spagna (bandiera) | P     | Andere Legina     |
| 28 | Spagna (bandiera) | C     | Joana Flaviano    |

## Statistiche
| Competizione     | Punti | In casa | In casa | In casa | In casa | In casa | In casa | In trasferta | In trasferta | In trasferta | In trasferta | In trasferta | In trasferta | Totale | Totale | Totale | Totale | Totale | Totale | DR  |
| Competizione     | Punti | G       | V       | N       | P       | Gf      | Gs      | G            | V            | N            | P            | Gf           | Gs           | G      | V      | N      | P      | Gf     | Gs     | DR  |
| ---------------- | ----- | ------- | ------- | ------- | ------- | ------- | ------- | ------------ | ------------ | ------------ | ------------ | ------------ | ------------ | ------ | ------ | ------ | ------ | ------ | ------ | --- |
| Superliga        | 64    | 13      | 12      | 1       | 0       | 47      | 5       | 13           | 8            | 3            | 2            | 35           | 22           | 26     | 20     | 4      | 2      | 82     | 27     | +55 |
| Copa de la Reina | -     | 1       | 0       | 1       | 0       | 1       | 1       | 1            | 0            | 0            | 1            | 1            | 4            | 2      | 0      | 1      | 1      | 2      | 5      | -3  |
| Totale           | -     | 14      | 12      | 2       | 0       | 48      | 6       | 14           | 8            | 3            | 3            | 36           | 26           | 28     | 20     | 5      | 3      | 84     | 32     | +52 |